# リヒャルト・グリュックス
リヒャルト・グリュックス（ドイツ語: Richard Glücks  発音、1889年4月22日 - 1945年5月10日）は、ドイツの政党国家社会主義ドイツ労働者党(ナチス)の組織親衛隊（SS）の高官。ナチスの設置した全強制収容所の総監を務めた。最終階級は親衛隊中将。

## 略歴

### 前半生
火災保険代理店を経営していたヨハネス・レーベレヒト・ルートヴィヒ・グリュックスとその妻ヴィルヘルミーネの息子としてメンヒェングラートバッハに生まれた。1907年にアビトゥーアに合格してデュッセルドルフのギムナジウムを卒業したあと、父親の火災保険代理店の仕事を手伝った。1909年から1910年にかけてはヴェーゼル（de:Wesel）に基地を構えていたプロイセン陸軍の砲兵連隊に入隊した。1910年から1913年にかけては再び父の会社で働き、ベルリンやライプツィヒの支社のビジネスマネージャーを務めた。その後、アルゼンチンのブエノスアイレスでセールスマンとして働き、その後イギリスへ移ったが、第一次世界大戦の開戦で英独は敵国関係になったため、ノルウェー船籍の船で「スイス人船員」として乗り込み、イギリスから逃れた。
ドイツへ帰国後の1915年1月に再びプロイセン陸軍の砲兵連隊に入隊。ヴェルダンの戦いやソンムの戦い、ガリツィアの戦いなどに動員され、大戦中に一級鉄十字章と二級鉄十字章を叙勲した。大戦終結時の階級は予備役少尉だった。

### 第一次世界大戦後
大戦が終結した後の1919年1月から12月にかけて戦闘車両小隊の指揮官となり、部隊を義勇軍（フライコール）「Lichtschlag」に参加させ、ルール地方で活動した。ヴァイマル共和国軍にも残留した。共和国軍では1920年から1924年まで植民地武装解除に関する部門の連絡将校となり、1924年から1926年にかけては陸軍平和委員会の第2副官部に勤務した。1925年12月1日に中尉に昇進している。1926年7月31日に軍を除隊した。1926年から1931年にかけてスポーツ用の小口径の銃の販売店の経営をした。また国境警備活動に参加し、1927年には鉄兜団に入団した。

### ナチ党入党
1930年3月1日に国家社会主義ドイツ労働者党（ナチ党）に入党した（党員番号214,805）。1932年11月16日に親衛隊（SS）に入隊（隊員番号58,706）。1933年から1934年まで親衛隊集団「西」の幕僚長を務め、1935年から1936年にかけては第77連隊（77.SS-Standarte）の指揮官となった。1934年までに親衛隊中佐に昇進している。

### 強制収容所
1936年4月1日、親衛隊大佐に昇進するとともに強制収容所の監督にあたる親衛隊髑髏部隊の配属となり、強制収容所総監のテオドール・アイケSS中将の幕僚長に任じられた。1937年12月には「生命の泉協会」のメンバーにもなった。第二次世界大戦開戦後の1939年11月18日、アイケや髑髏部隊員の多くが第3SS装甲師団へ移されて戦地へ送られていたため、強制収容所監督の任務から外れざるを得なくなった。髑髏部隊に残っていたグリュックスは、アイケに代わって強制収容所総監に就任した。1940年8月5日にアウグスト・ハイスマイヤーSS大将に強制収容所総監の地位を取って代わられたが、彼の下で強制収容所監督の業務に残った。また1940年8月15日から1942年3月16日にかけてハンス・ユットナーの親衛隊作戦本部VI部（旗手・運転手研修活動）の部長も兼務した。
1941年4月20日、親衛隊少将となる。1942年3月17日にはグリュックスら収容所監督部隊はオズヴァルト・ポールの経済管理本部のD局に組み込まれ、グリュックスは経済管理本部D局集団長となった。1943年7月23日に親衛隊中将となる。

### 自殺
戦争末期、廃墟と化したベルリンから妻を伴ってフレンスブルクへと逃れた。ドイツが降伏した後の1945年5月9日に同地の海軍基地において青酸カリを飲んで自殺したといわれる。しかし彼の自殺を裏付ける明確な証拠は残されておらず、一部の説によるとドイツを脱出してチリのビジャ・バビエラ近辺で生きているのではないかともいわれる。